# Хімічна комп'ютерна мова
Хімічна комп'ютерна мова (англ. chemical markup language, рос. химический компьютерный язык) — варіант комп'ютерної мови (наприклад, chemical markup language), призначений для роботи з хімічними текстами та для об'ємного зображення та аналізу структурних хімічних формул у стереопредставленні. Вона асоційована із засобами, які дозволяють конвертувати файли з хімічною інформацією без втрат повноти інформації, а також вирішувати задачі обробки хімічних даних та представлення їх для публікації.